# Odaliske

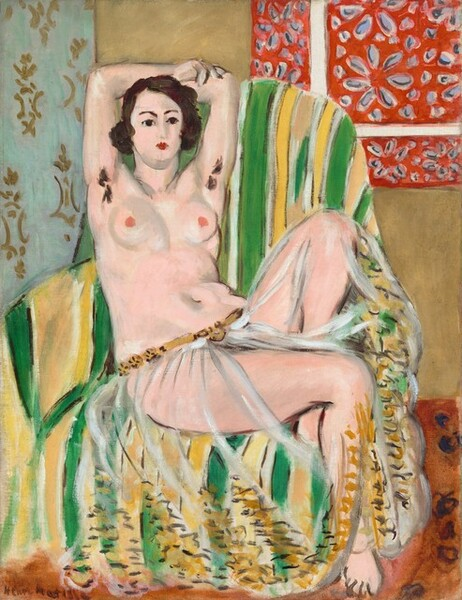
Henri Matisse: Odaliske mit erhobenen Armen, 1923, National Gallery of Art

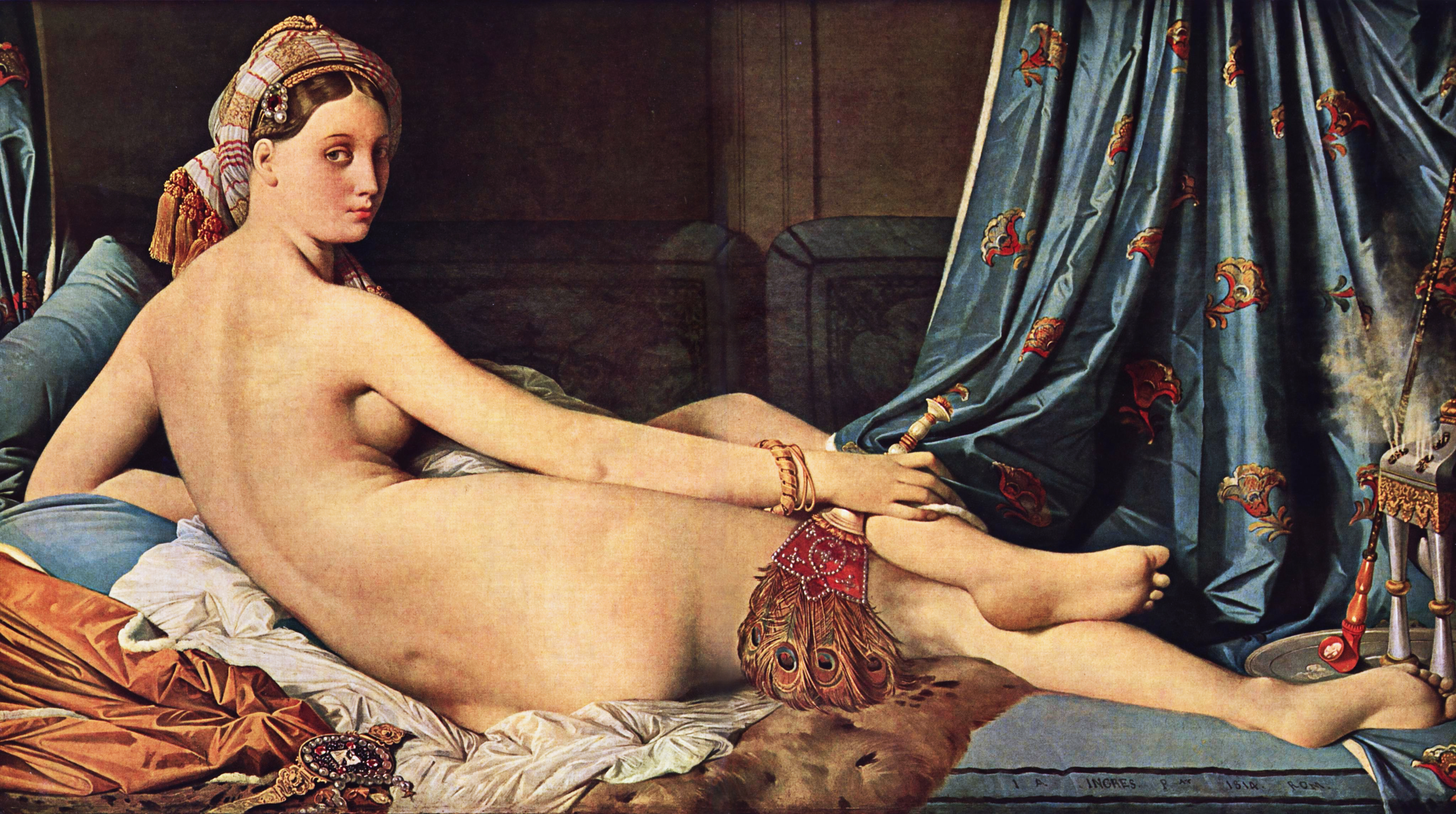
Ingres: Die große Odaliske, 1814, Louvre

François Boucher: Odaliske, 1740–1749, Louvre

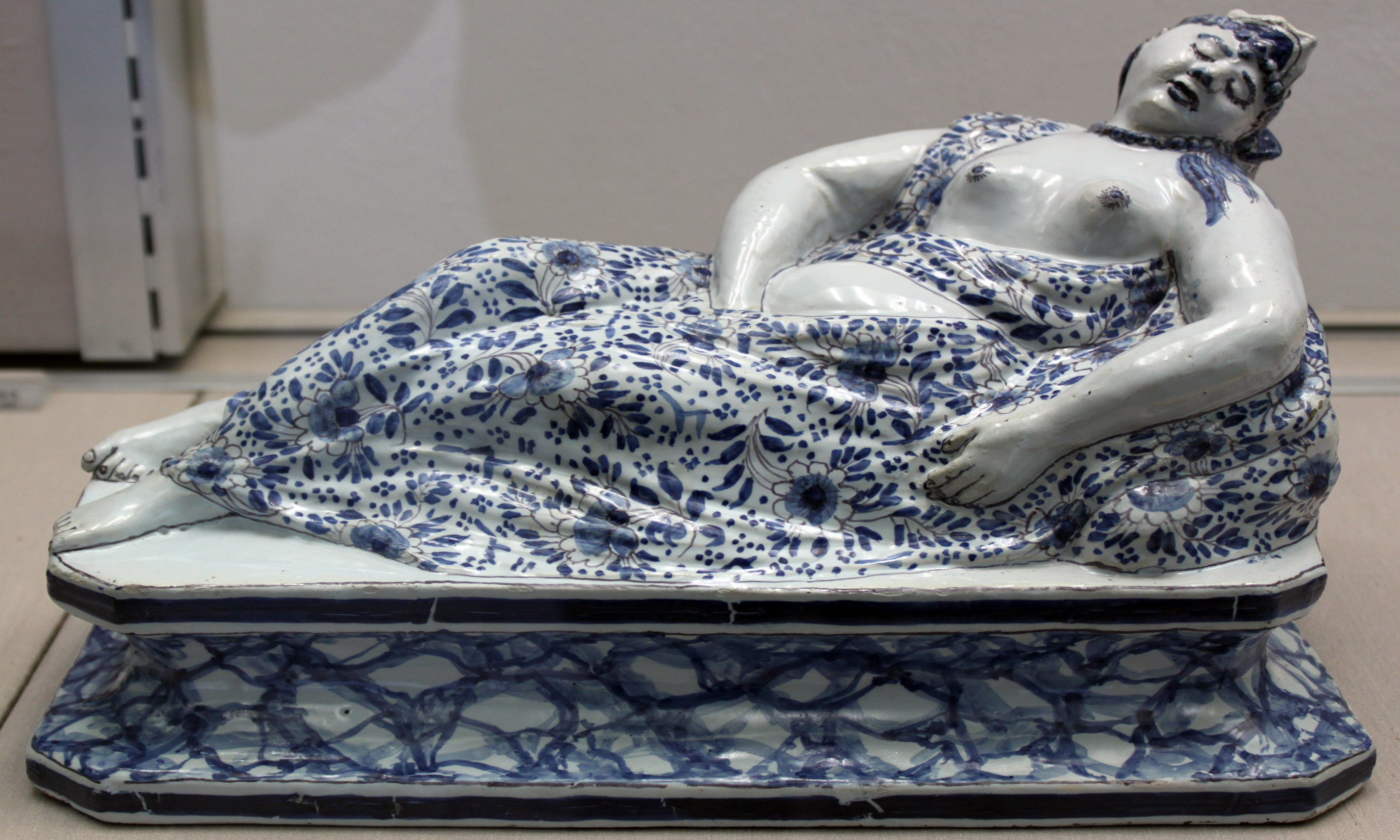
Ulrich von Dassel: Ruhende Odaliske, 1745, Germanisches Nationalmuseum Nürnberg

Odaliske (osmanisch اوطه لق odalık; von اوطه oda, deutsch ‚Gemach, Zimmer‘, im eigentlichen Wortsinn also „Zimmermädchen“) ist eine historische Bezeichnung für die hellhäutigen Konkubinen bzw. Kammermädchen, die zum persönlichen Dienst im Harem des Sultans oder anderer hochgestellter Personen des Osmanischen Reiches bestimmt waren. Sie waren Bedienstete der Sultansfrauen und unterstanden der Aufsicht der Sultansmutter, der Valide Sultan. Zumeist waren die Odalisken georgische oder tscherkessische Sklavinnen (siehe Sklaverei im Islam).

## Rezeption in der europäischen Kunst
In der Malerei des Orientalismus des 19. Jahrhunderts war die Darstellung von Odalisken ein gängiges Sujet. Die Odalisken wurden meist unbekleidet oder mit durchscheinenden Schleiern oder Pluderhosen gezeigt, auf Teppichen liegend oder im Bad, und waren dazu angetan, als Reaktion auf die repressive christliche Sexualmoral im Gegenzug die erotischen Phantasien der Europäer zu stimulieren. Die Darstellungen haben auch häufig Ähnlichkeit mit Bildern der liegenden Venus als einer Idealisierung unerreichbarer Weiblichkeit.
Anders als in den von europäischen Zeitgenossen gepflegten Vorstellungen über sexuelle Freizügigkeit in den Haremsgemächern waren die sexuellen Kontakte zwischen dem Sultan oder seinen Söhnen und den Konkubinen streng geregelt, und die Mehrzahl der Bewohnerinnen und Bewohner des Harems waren zu sexueller Enthaltsamkeit verpflichtet, weshalb der Harem in dieser Hinsicht mit einem Nonnenkloster verglichen wurde.
Der estnische Komponist Lepo Sumera schrieb eine Reihe kammermusikalischer Werke unter dem Titel Odaliskid ‚Odalisken‘ (1997/99).